# Scorzonera longipes
Scorzonera longipes là một loài thực vật có hoa trong họ Cúc. Loài này được Kult. miêu tả khoa học đầu tiên năm 1938.